# 12-й истребительный авиационный полк (6-й смешанной авиационной дивизии)
12-й истребительный авиационный полк — воинская часть вооружённых сил СССР в Великой Отечественной войне.

## Наименования полка
- 12-й истребительный авиационный полк
- 89-й гвардейский истребительный авиационный полк
- 89-й гвардейский Оршанский истребительный авиационный полк
- 89-й гвардейский Оршанский ордена Богдана Хмельницкого II степени истребительный авиационный полк
- Полевая почта 49710

## История
Полк сформирован в 1941 году на базе 11-го истребительного полка на аэродроме Кубинка как 12-й истребительный авиационный полк. На вооружении полка находились истребители Як-1.12 ИАП был выделен из состава 11ИАП приказом 6-го авиакорпуса 30.07.1941 г.№ 009 с этого времени полк перебазировался на оперативный аэродром Ватулино откуда и действовал как составная часть в системе ПВО г. Москвы. Первым ком.полка назначен зам ком.11 ИАП майор Лысенко Иван Петрович.
С 30.07.41 г.по 24.08.41 г.полк выполнял задачи по обороне г. Москвы.
24.08.41 г.полк в составе 20 экипажей перебазировался на аэродром Домославль в состав 6-й САД СЗФ.
В составе действующей армии с 24 июня 1941 по 21 февраля 1942, со 2 мая 1942 по 22 мая 1942, с 23 августа 1942 по 6 сентября 1942 и с 25 ноября 1942 по 29 апреля 1943 года.
С 24 июня 1941 года по 24 августа 1941 года действует в составе войск ПВО страны (6-й истребительный авиационный корпус ПВО), обороняя небо над Москвой и подступах, действуя с аэродрома Ватулино близ города Руза, в частности в районах Боровска, Можайска. 24 августа 1941 года передан сначала в 6-ю смешанную авиационную дивизию аэродром Домославль, но вскоре в составе 10 Як-1 вошёл в состав 57-й смешанной авиационной дивизии. 24 сентября 1941 года ведёт бой в районе Запрудно, Грязной, Новинки.
В составе дивизии действует на аэродромах Торжок Сменово, Овсище Северо-Западном фронте в районах озеро Вельё, Демянск, Чудово, Пола, Старая Русса до 21 февраля 1942 года, после чего отведён в резерв.
Со 2 мая 1942 года по 22 мая 1942 года действует над Крымом, в частности над Керченским полуостровом, будучи оперативно подчинённым 62-й истребительной авиационной бригаде ВВС Черноморского флота. С потерей Крыма выведен в резерв.
Вновь поступил в армию с 23 августа 1942 года, действует над Сталинградом, 23-28 августа 1942 года несёт большие потери, 6 сентября 1942 года отведён в резерв.
С 25 ноября 1942 года входил в состав 209-й истребительной авиационной дивизии 2-го истребительного авиационного корпуса, с начала января 1943 года участвует в Прорыве блокады Ленинграда со стороны Волховского фронта. В частности в январе 1943 года действует в районе Тосно, в феврале 1943 года действует в районе Смердыни, прикрывает 481-й штурмовой авиационный полк
12-й истребительный авиационный полк 1 мая 1943 года за образцовое выполнение боевых задач и проявленные при этом мужество и героизм на основании Приказа НКО СССР переименован в 89-й гвардейский истребительный авиационный полк.

## Подчинение
| Дата            | Фронт (округ)                        | Армия                | Корпус                                    | Дивизия                                            | Примечания |
| --------------- | ------------------------------------ | -------------------- | ----------------------------------------- | -------------------------------------------------- | ---------- |
| 01.07.1941 года | Московский военный округ             | -                    | -                                         | либо 24-я либо 78-я дивизия ПВО                    | -          |
| 10.07.1941 года | Московский военный округ             | -                    | -                                         | либо 24-я либо 78-я дивизия ПВО                    | -          |
| 01.08.1941 года | Московский военный округ             | -                    | 6-й истребительный авиационный корпус ПВО | -                                                  | -          |
| 01.09.1941 года | Северо-Западный фронт                | 34-я армия           | -                                         | 6-я смешанная авиационная дивизия                  | -          |
| 01.10.1941 года | Северо-Западный фронт                | 34-я армия           | -                                         | 6-я смешанная авиационная дивизия                  | -          |
| 01.11.1941 года | Северо-Западный фронт                | -                    | -                                         | 57-я смешанная авиационная дивизия                 | -          |
| 01.12.1941 года | Северо-Западный фронт                | -                    | -                                         | 57-я смешанная авиационная дивизия                 | -          |
| 01.01.1942 года | Северо-Западный фронт                | -                    | -                                         | 57-я смешанная авиационная дивизия                 | -          |
| 01.02.1942 года | Северо-Западный фронт                | 11-я армия           | -                                         | 57-я смешанная авиационная дивизия                 | -          |
| 01.03.1942 года | Северо-Западный фронт                | 1-я ударная армия    | -                                         | -                                                  | -          |
| 01.04.1942 года | Приволжский военный округ            | -                    | -                                         | -                                                  | -          |
| 01.05.1942 года | Ставка Верховного Главнокомандования | -                    | 16-я ударная авиационная группа           | -                                                  | -          |
| 01.06.1942 года | Резерв Ставки ВГК                    | -                    | -                                         | -                                                  | -          |
| 01.07.1942 года | Приволжский военный округ            | -                    | -                                         | -                                                  | -          |
| 01.08.1942 года | Приволжский военный округ            | -                    | -                                         | -                                                  | -          |
| 01.09.1942 года | Сталинградский фронт                 | 8-я воздушная армия  | -                                         | 288-я истребительная авиационная дивизия           | -          |
| 01.10.1942 года | Приволжский военный округ            | -                    | -                                         | -                                                  | -          |
| 01.11.1942 года | Сибирский военный округ              | -                    | -                                         | -                                                  | -          |
| 01.12.1942 года | Калининский фронт                    | 3-я воздушная армия  | 2-й истребительный авиационный корпус     | 209-я истребительная авиационная дивизия           | -          |
| 01.01.1943 года | Волховский фронт                     | 14-я воздушная армия | 2-й истребительный авиационный корпус     | 209-я истребительная авиационная дивизия           | -          |
| 01.02.1943 года | Волховский фронт                     | 14-я воздушная армия | 2-й истребительный авиационный корпус     | 209-я истребительная авиационная дивизия           | -          |
| 01.03.1943 года | Калининский фронт                    | 3-я воздушная армия  | 2-й истребительный авиационный корпус     | 209-я истребительная авиационная дивизия           | -          |
| 01.04.1943 года | Калининский фронт                    | 3-я воздушная армия  | 2-й истребительный авиационный корпус     | 209-я истребительная авиационная дивизия           | -          |
| 01.05.1943 года | Резерв Ставки ВГК                    | -                    | 2-й истребительный авиационный корпус     | 7-я гвардейская истребительная авиационная дивизия | -          |

## Командиры
- майор Лысенко Иван Петрович[4], 24.06.1941 — 12.10.1941
- майор Логвинов Пётр Трофимович[4], 12.10.1941 — 06.01.1943
- майор Власов Виктор Васильевич[4], 06.01.1943 — 31.12.1945

## Отличившиеся воины полка
| Награда | Ф. И. О.                 | Должность           | Звание | Дата награждения                                                                                | Данные о вылетах | Примечания |
| ------- | ------------------------ | ------------------- | ------ | ----------------------------------------------------------------------------------------------- | ---------------- | ---------- |
|         | Дзюба, Иван Михайлович   | командир эскадрильи | майор  | к моменту представления 234 боевых вылета, 13 воздушных боя, лично сбил 6 и в группе 2 самолёта | 21.07.1942       | -          |
|         | Обухов, Тимофей Петрович | штурман полка       | майор  | к моменту представления 263 боевых вылета, лично сбил 10 и в группе 2 самолёта                  | 01.05.1943       | -          |